# Голеюв (Нижньосілезьке воєводство)
Голеюв (пол. Golejów) — село в Польщі, у гміні Любомеж Львувецького повіту Нижньосілезького воєводства.
Населення — 226 осіб (2011).
У 1975-1998 роках село належало до Єленьогурського воєводства.

## Демографія
Демографічна структура станом на 31 березня 2011 року:
|          | Загалом | Допрацездатний вік | Працездатний вік | Постпрацездатний вік |
| -------- | ------- | ------------------ | ---------------- | -------------------- |
| Чоловіки | 113     | 22                 | 79               | 12                   |
| Жінки    | 113     | 21                 | 65               | 27                   |
| Разом    | 226     | 43                 | 144              | 39                   |